# Guyana i olympiska sommarspelen 1996
Guyana deltog i de olympiska sommarspelen 1996 med en trupp bestående av 7 deltagare, men ingen av landets deltagare erövrade någon medalj.

## Boxning
Lätt tungvikt
- John Douglas
  1. Första omgången — Förlorade mot Stipe Drvis (Kroatien)

## Friidrott
Damernas 4 x 400 meter stafett
- Andrew Harry, Roger Gill, Lancelot Gittens och Richard Jones
  - Heat — DSQ (→ gick inte vidare)

Damernas 400 meter häck
- Lancelot Gittens
  - Heat — 54.79s (→ gick inte vidare)

Damernas tresteg
- Nicola Martial
  - Kval — 12.91m (→ gick inte vidare)